# Alejandro Abascal García
Alejandro Abascal García (ur. 15 lipca 1952 w Santanderze) – hiszpański żeglarz sportowy, złoty medalista olimpijski z Moskwy.
Zawody w 1980 były jego drugimi igrzyskami olimpijskimi (hiszpańscy sportowcy występowali – po bojkocie igrzysk przez część krajów Zachodu – pod flagą swego komitetu olimpijskiego), debiutował w 1976. Zwyciężył w klasie Latający Holender. Partnerował mu Miguel Noguer. W tej samej klasie startował na igrzyskach w 1984, a także był medalistą mistrzostw świata: brązowym w 1978 i srebrnym w 1979.